# Tom et Jerry : Retour à Oz
Pour les articles homonymes, voir Tom et Jerry (homonymie).
Série
Tom et Jerry et le Magicien d'Oz
(2011)
Pour plus de détails, voir Fiche technique et Distribution.
Tom et Jerry : Retour à Oz (Tom and Jerry: Back to Oz) est un long-métrage d'animation américain de Spike Brandt et Tony Cervone, sorti en 2016. Il fait suite à Tom et Jerry et le Magicien d'Oz des mêmes réalisateurs, sorti cinq ans plus tôt.

## Synopsis
De retour au Kansas après avoir vaincu la sorcière de l'ouest, Dorothy, Toto, Tom et Jerry vont devoir retourner au pays d'Oz qui est menacé par le Roi des gnomes a qui il ne manque qu'un artefact pour acquérir la magie nécessaire à pendre le pouvoir : les chaussures en rubis de Dorothy…

## Fiche technique
- Titre original : Tom and Jerry: Back to Oz
- Titre français : Tom et Jerry : Retour à Oz
- Réalisation : Spike Brandt et Tony Cervone
- Scénario : Spike Brandt, Paul Dini et Sam Register
- Montage : Dave Courter
- Musique : Michael Tavera
- Production : Spike Brandt, Tony Cervone et Kimberly S. Moreau
- Coproduction : Alan Burnett
- Production associée : Jim Wyatt
- Production exécutive : Sam Register
- Société de production : Warner Bros. Animation, Turner Entertainment
- Société de distribution : Warner Home Video
- Pays de production :  États-Unis
- Langue originale : anglais
- Genre : dessin animé
- Durée : 81 minutes
- Date de sortie :
  - États-Unis : 21 juin 2016

## Distribution

### Voix originales
- Grey DeLisle : Dorothy
- Jason Alexander : Monsieur Bibb / Le Roi des gnomes
- Amy Pemberton : la reine des souris
- Joe Alaskey : le magicien d'Oz / Butch / Droopy
- Michael Gough : Hunk, l'épouvantail
- Rob Paulsen : Hickory, l'homme de fer / Gator
- Todd Stashwick : Zeke, le lion / Zeke
- Frances Conroy : la tante Em / Glinda
- Laraine Newman : Miss Gulch, la méchante sorcière de l'ouest
- Stephen Root : l'oncle Henry
- Kath Soucie : Tuffy, la souris munchkin
- Andrea Martin : la tigresse
- James Monroe Iglehart : Calvin Carney / Jitterbug
- Spike Brandt : Spike
- Jye Frasca : le gnome

### Voix françaises
- Adeline Chetail : Dorothée
- Olivier Chauvel : l'épouvantail / Hunk
- Jean-Jacques Nervest : Zeke, le lion
- Régis Lang : Hickory, l'homme de fer
- Emmanuel Curtil : Jitterbug
- Bruno Magne : le roi des gnomes / Butch
- Jean-François Vlérick : le magicien d'Oz
- Brigitte Virtudes : la tigresse
- Brigitte Aubry : Miss Gulch, la méchante sorcière de l'ouest
- Caroline Combes : Tuffy, la souris munchkin
- Gérard Surugue : Droopy
- Michel Vigné : Spike
- Pauline Moingeon : la bonne fée
- Mireille Delcroix, Pamela Ravassard : voix additionnelles